# 밈스 (래퍼)
숀 모리스 밈스(영어: Shawn Maurice Mims, 1981년 3월 22일 ~ )는 Mims(공식 표기시 MIMS, Music Is My Savior의 배크로님)이라는 이름으로 잘 알려진 뉴욕 출신의 미국의 래퍼이다. 그는 미국 빌보드 핫 100 차트에서 1위를 차지한 데뷔 싱글 "This Is Why I'm Hot"로 가장 잘 알려져 있다. 히트 싱글 발매 이후, 데뷔 앨범인 Music Is My Savior가 2007년 3월 발매되었다.